# GOLEM – Kunst und Baukeramik
Die GOLEM – Kunst und Baukeramik GmbH (kurz GOLEM) ist ein deutscher Manufakturhersteller von Keramiken und insbesondere Fliesen im Bereich „historischer Bau“ mit Sitz im brandenburgischen Sieversdorf. Die drei Produktionsstätten des Unternehmens befinden sich in der Gemeinde Jacobsdorf – in den Nachbarorten Sieversdorf/Petersdorf – sowie in Altglietzen bei Bad Freienwalde. Der Schwerpunkt liegt auf der denkmalgerechten Reproduktion von Keramiken des 19. und frühen 20. Jahrhunderts. Es ist die einzige Manufaktur, die Fliesen des deutschen Jugendstils reproduziert und dabei die historischen Originalmethoden, wie z. B. die Schlickermalerei anwendet.

## Geschichte

### Gründung
1991 schlossen sich Tomas Grzimek und Ulrich Schuhmann zusammen und starteten ein Projekt zur Herstellung von Ziegeln und Formsteinen für regionale Restaurierungsaufträge. Anlass war eine Initiative des Arbeitsamtes Frankfurt/Oder, Keramiker der Gegend in die Ziegelproduktion zu bringen. In der Folge wurde die GOLEM GbR gegründet. Während Ulrich Schuhmann als Quereinsteiger zur Keramik kam, hatte Tomas Grzimek nach der Lehrausbildung bei Hedwig Bollhagen und dem Studium von Bildhauerei und Keramik an der Kunsthochschule Weißensee bereits viel Expertise in diesem Bereich erworben.
Anfangs wurde mit zehn Leuten und zwei Brennöfen in einem leer stehenden Rinderstall in Feldstein-/Ziegelbauweise in Sieversdorf produziert. Zunächst ausschließlich Reichsformat-, Kloster- und Formziegel, im Laufe der Jahre auch immer häufiger komplizierte und große Terrakotten. Nach dem Scheitern einer ähnlichen Maßnahme im 70 km entfernten Altglietzen wurde der dortige Betrieb mit allen Mitarbeitern und Maschinen übernommen und die Firma begann zu wachsen. Auf dem Gelände in Altglietzen steht bis heute ein Hoffmannscher Ringofen, der als Baudenkmal durch GOLEM und einem eigens gegründeten Verein von 2006 bis 2012 saniert wurde.

### Historische Fliesenproduktion
2001 geriet die GbR, die ihre Aufträge ausschließlich in Rahmen öffentlicher Restaurierungsaufträge generierte, in wirtschaftliche Schieflage und ging schließlich in die Insolvenz. Es kam zur Gründung der GOLEM – Kunst und Baukeramik GmbH. Um der schwankenden Auftragslage und Kapazitätsauslastung im Restaurierungsbereich entgegenzuwirken, wurde mit dem Aufbau eines eigenen Sortiments für eine durchweg laufende Produktion begonnen. Dieses besteht aus der Reproduktion originalgetreuer Wand- und Bodenfliesen aus Gründerzeit und Jugendstil, gefertigt in beinahe ausschließlicher Handarbeit.

#### Jugendstil-Wandfliesen
Als Vorlage der angefertigten Dekorfliesen dient der riesige Fundus des Jugendstils mit über 8000 verschiedenen Motiven aus über 25 ehemaligen Fabriken und Manufakturen in Deutschland. Die bekannteren dieser Produktionsstätten sind beispielsweise die Teichert Werke – Meißen, das Tonwerk Offstein, Wessel – Bonn, Villeroy & Boch, Utzschneider – Sargemünd, Boizenburg und die Norddeutsche Steingut – Grohn. Weiterhin einige Motive, die bekannten Künstlern der Jugendstilzeit zugeordnet werden können. Als Beispiel hierfür Henry van de Velde, nachdem dieser 1902 nach Weimar übersiedelte und eine Stelle als künstlerischer Berater des Großherzogs Wilhelm Ernst für Industrie und Kunsthandwerk antrat.
Die in der GOLEM Manufaktur verwendeten Techniken entsprechen dabei denen der Produktion der Originale. Im Fall bemalter Wandfliesen geht dies bis hin zur sehr aufwändigen Arbeit im Fadenschlicker. Hierbei wird Tonmasse zu einer dünnflüssigen Konsistenz aufgeschlemmt (der sog. Engobe) und mittels einer Tülle auf einem glatten Fliesenscherben zur Umrisslinie des späteren Motivs aufgetragen. Nach einer Trocknung wird innerhalb dieser Umrisslinie die eigentliche Glasur mit einem Malhörnchen eingefüllt.

#### Gründerzeit-Bodenfliesen
Die historischen Ornament-Bodenfliesen des späten 19. Jahrhunderts haben ihren Ursprung beim Charlottenburger Tonwarenfabrikanten Ernst March. Ihm gelang es gegen Ende des 4. Jahrzehnts dieses Jahrhunderts erstmals, farbige Mosaiksteinchen herzustellen, die in kleinen Metallformen unter dem Druck einer Presse in ihr endgültiges Format geprägt wurden. Zeitgleich entwickelte sich in England ein ähnliches Verfahren durch den Keramik-Fabrikanten Herbert Minton, welcher ab 1840 noch enkaustische Fliesen anfertigte. Er machte sich in der Folge aber die Erfindungen von R. Prosser zur Trockenpressung von Tonpulvern (1840), sowie F. W. M. Collins und A. Reynolds von geeigneten Druckverfahren zunutze, so dass ab 1850 alle Voraussetzungen für die Massenproduktion des ‚Buntsteindruck‘ erfüllt waren.
Das im deutschsprachigen Raum bekannteste Produkt, welches auf diese Technikentwicklung folgte, waren die Mettlacher Platten des Unternehmens Villeroy & Boch. 1852 begann Eugen Boch in Mettlach damit, Fliesen in 17 × 17 cm Größe für den großen Baumaterialbedarf der wachsenden Städte herzustellen. Als Inspiration für die zahlreichen Motive der Fliesen diente dabei ein im nahen Nennig freigelegtes, römisches Bodenmosaik.

### Aktuelle Situation
2021 beschäftigt GOLEM etwas über 60 Mitarbeiter, verteilt über alle Produktionsbereiche, der Verwaltung und den firmeneigenen Vertrieb: Durch das beratungsintensive Produkt rund um historische Keramik, existiert kein Händlernetzwerk und die Manufaktur verkauft direkt an Endkunden. Der Umsatz generiert sich etwa zu gleichen Teilen aus der Serienproduktion denkmalgerechter Fliesenrepliken und der Arbeiten an Restaurierungen und Sonderanfertigung für den Erhalt historischer Bausubstanz.

## Beispiele reproduzierter Originalfliesen

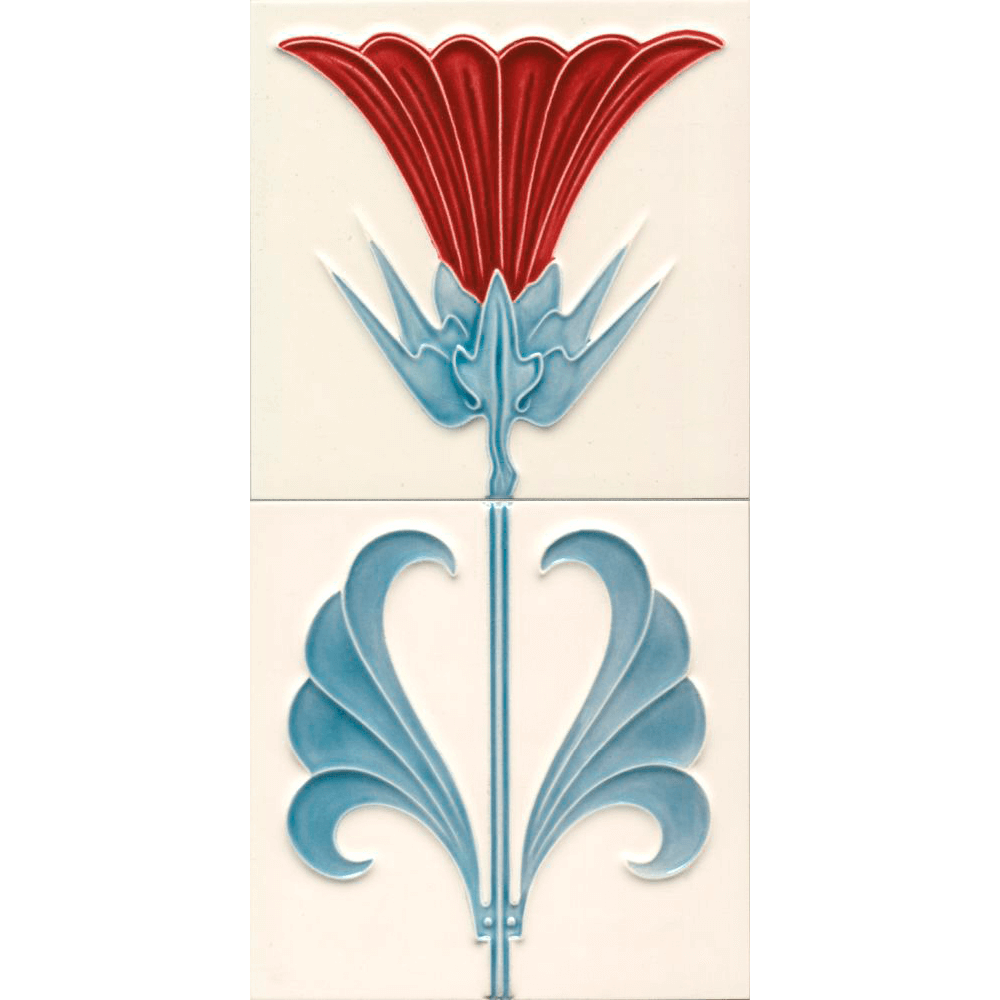
„Distelblume“ Original: Tonwerke Offstein
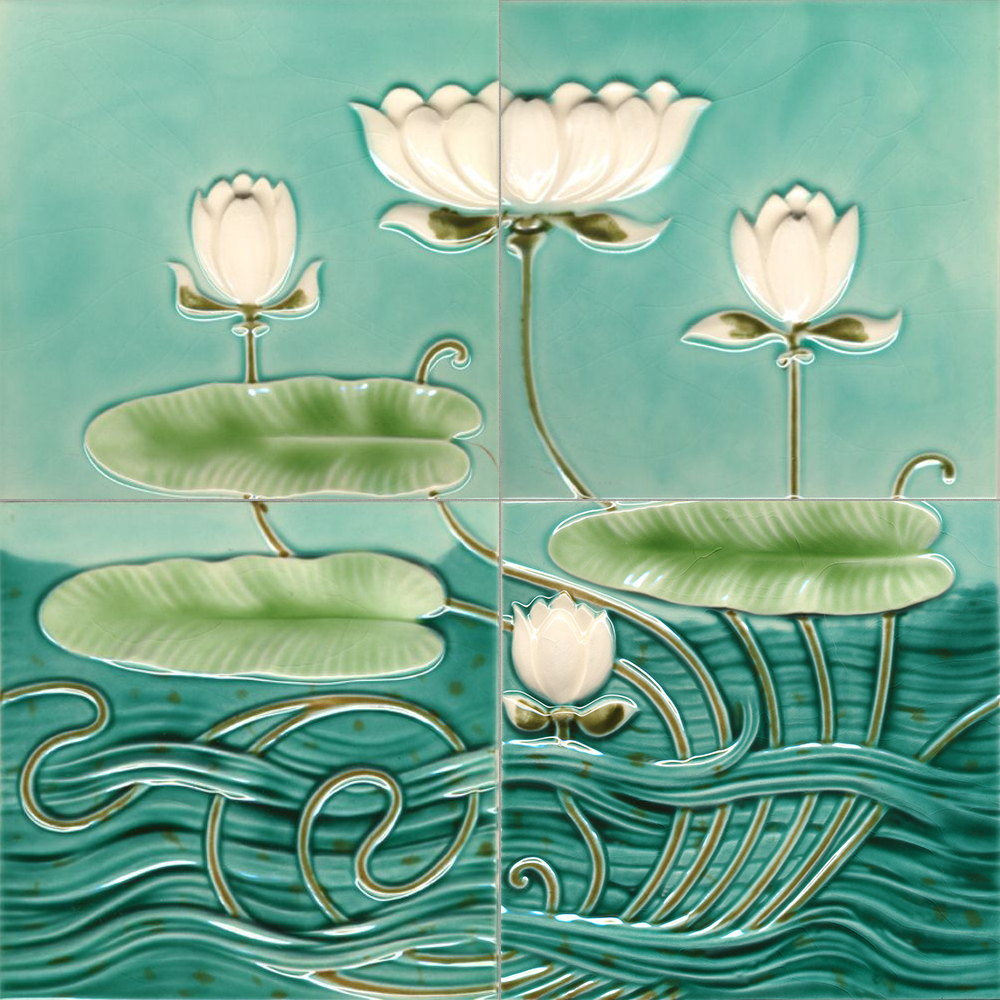
„Seerose“ Original: Utzschneider Sargemünd
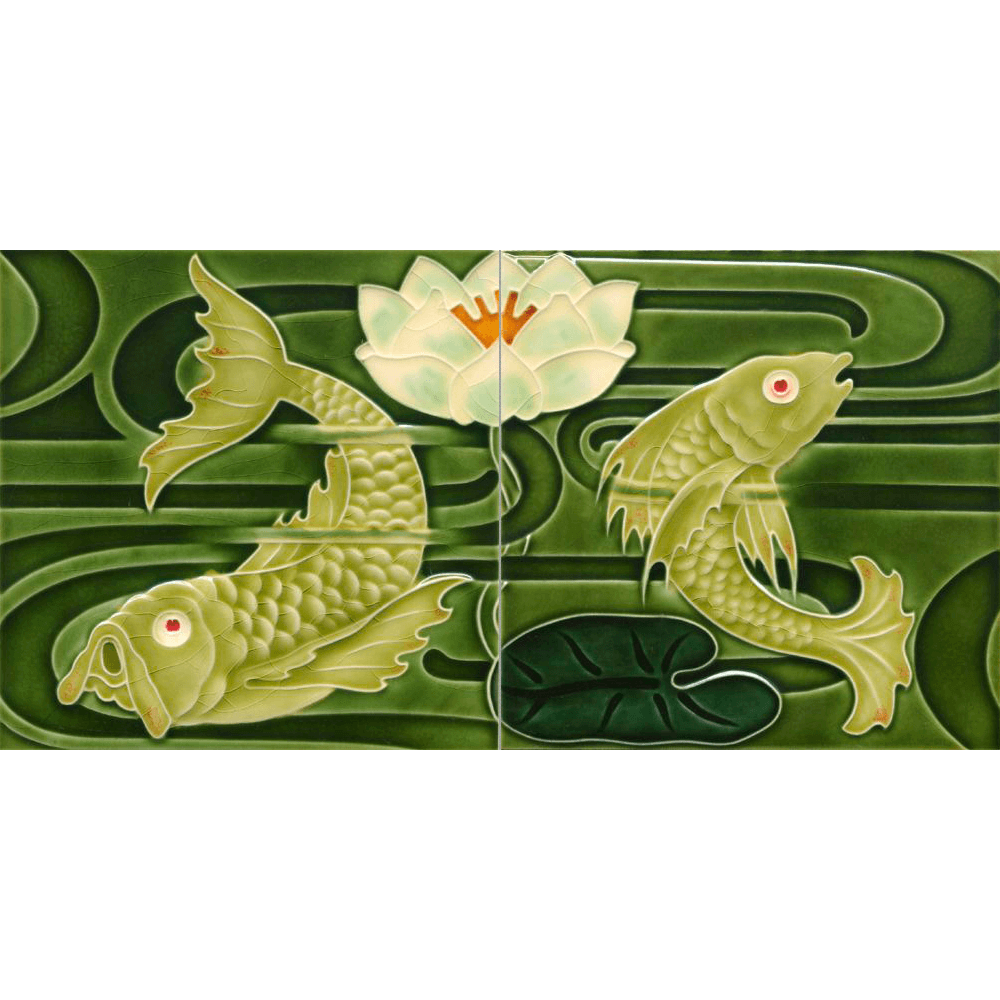
„Fische“ Original: Villeroy & Boch
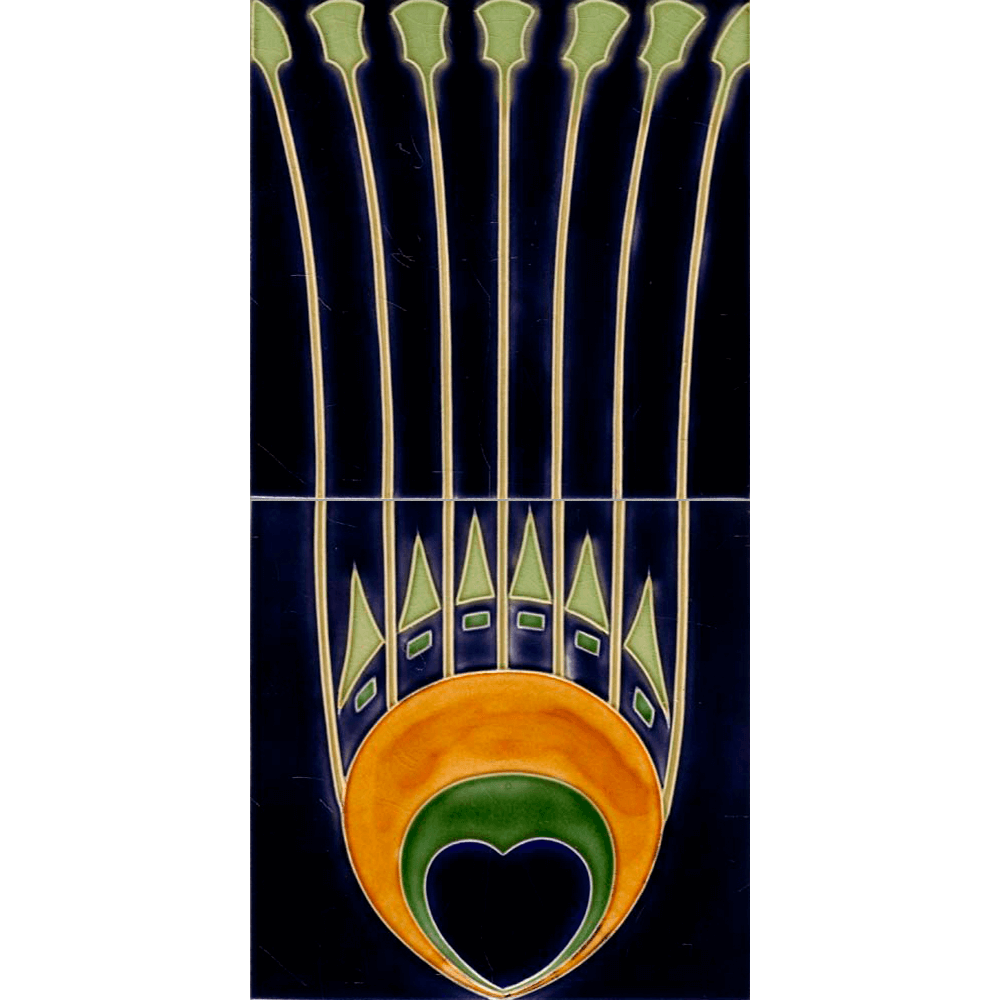
„Pfauenauge“ Original: Grohn NDS
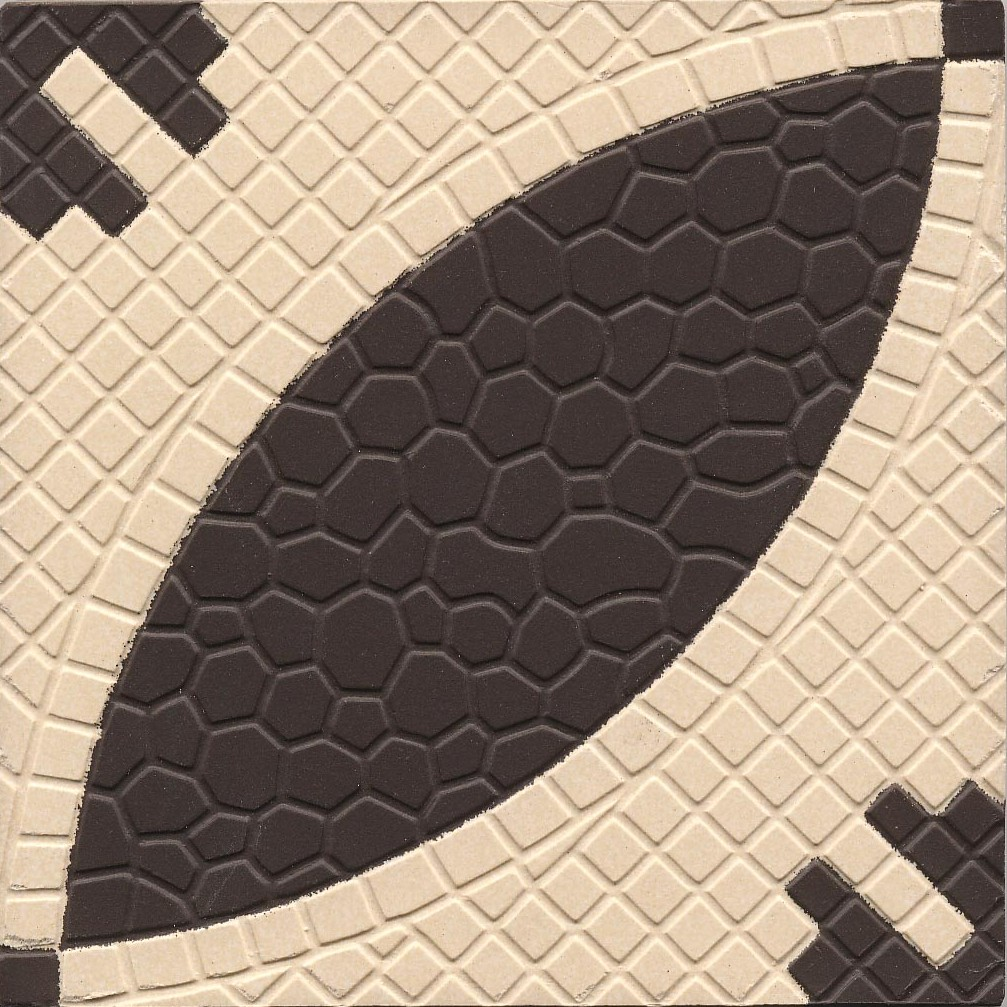
17x17 Relieffliese Original: Villeroy & Boch
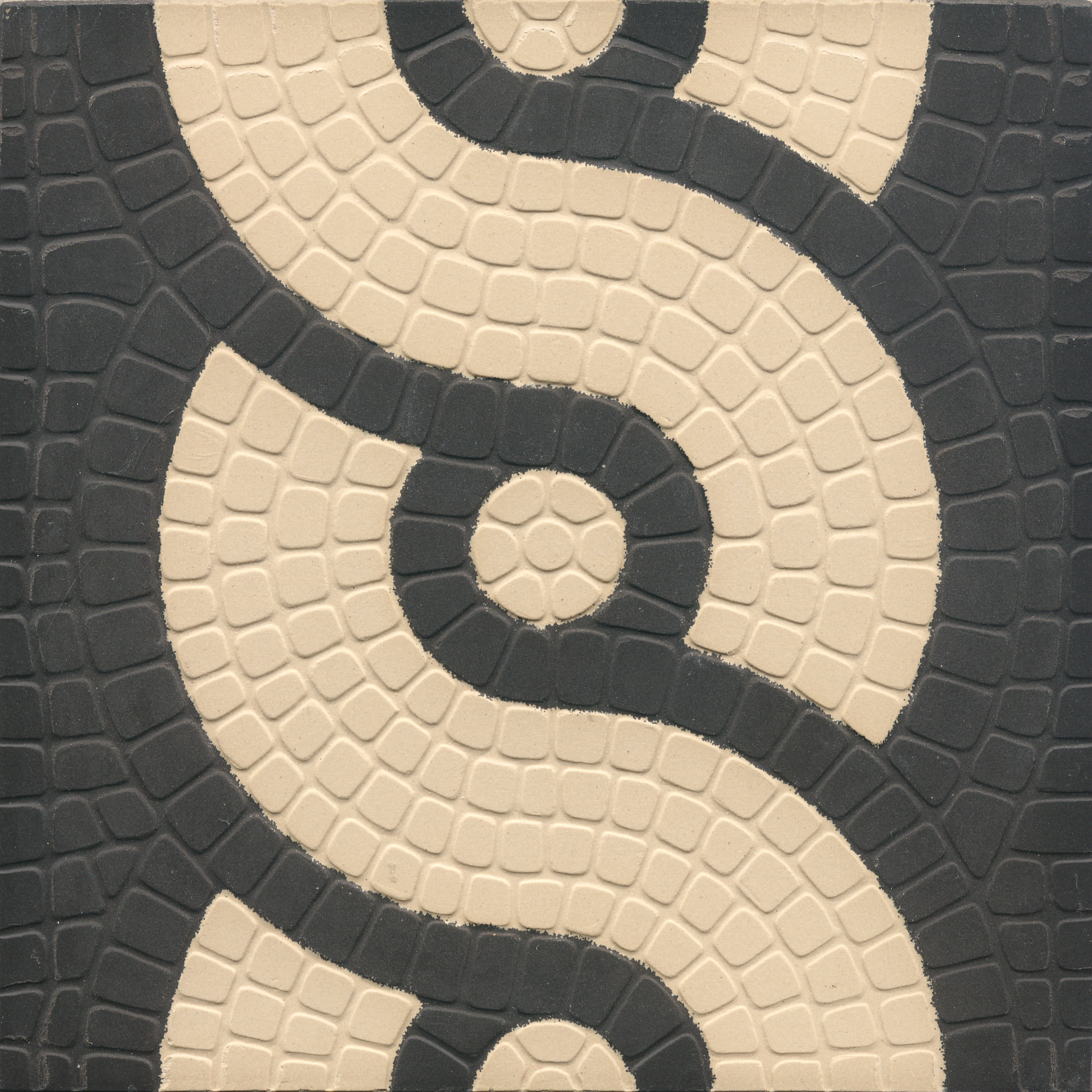
17x17 Relieffliese Original: Villeroy & Boch